# Symbol of Salvation
Symbol of Salvation es el cuarto álbum de estudio de la banda estadounidense de heavy metal Armored Saint, publicado en 1991 por Metal Blade Records. Las canciones de este disco fueron escritas entre 1988 y 1990 con el guitarrista original Dave Prichard, que falleció de leucemia en 1990 antes de la grabación del álbum. El disco fue producido por Dave Jerden, reconocido por haber trabajado anteriormente con las bandas Alice In Chains y Jane's Addiction. Jerden también produjo el álbum Sound of White Noise de Anthrax en 1993, producción en la que el cantante John Bush era miembro de dicha agrupación.

## Recepción
En 2005, Symbol of Salvation fue ubicado en la posición No. 424 en la lista Los 500 mejores álbumes de rock y metal de la historia de la revista Rock Hard.

## Lista de canciones
| N.º | Título                   | Letras                  | Música                              | Duración |  |
| 1.  | «Reign of Fire»          | John Bush               | David Prichard                      | 3:57     |  |
| 2.  | «Dropping Like Flies»    | Bush                    | Prichard                            | 4:39     |  |
| 3.  | «Last Train Home»        | Bush                    | Jeff Duncan                         | 5:19     |  |
| 4.  | «Tribal Dance»           | Bush                    | Prichard, Joey Vera, Gonzo Sandoval | 4:07     |  |
| 5.  | «The Truth Always Hurts» | Bush                    | Phil Sandoval, Duncan               | 4:20     |  |
| 6.  | «Half Drawn Bridge»      | Instrumental            | Vera                                | 1:27     |  |
| 7.  | «Another Day»            | Bush                    | Prichard                            | 5:32     |  |
| 8.  | «Symbol of Salvation»    | Bush, G. Sandoval       | Duncan, Vera                        | 4:36     |  |
| 9.  | «Hanging Judge»          | Bush                    | Prichard                            | 3:45     |  |
| 10. | «Warzone»                | Bush                    | Prichard                            | 3:38     |  |
| 11. | «Burning Question»       | Bush                    | Prichard                            | 4:18     |  |
| 12. | «Tainted Past»           | Bush, G. Sandoval, Vera | Vera                                | 7:04     |  |
| 13. | «Spineless»              | Bush, Duncan            | Vera, Prichard                      | 4:16     |  |

## Créditos
- John Bush – Voz
- Jeff Duncan – Guitarra
- Phil Sandoval – Guitarra
- Joey Vera – Bajo
- Gonzo Sandoval – Batería
- Dave Prichard – Primer solo de guitarra en "Tainted Past"